# Canaan, New Hampshire
Canaan är en kommun (town) i Grafton County i delstaten New Hampshire, USA med 3 909 invånare (2010). 